# Стромилово
Стромилово — упразднённая деревня в Междуреченском районе Вологодской области.
Входит в состав Ботановского сельского поселения, с точки зрения административно-территориального деления — в Ботановский сельсовет.
Расстояние по автодороге до районного центра Шуйского — 34 км, до центра муниципального образования Игумницева — 2 км. Ближайшие населённые пункты — Брунчаково, Кузьминское, Шихово.
По данным переписи в 2002 году постоянного населения не было.
23 марта 2020 года упразднена.